# ダイハツ・EB型エンジン
ダイハツ・EB型エンジンは、ダイハツ工業が生産していた軽自動車用エンジンの一つである。
英語版では、EB型をベースにボアとストロークを拡大したED型やEF型を含めたダイハツ・E系列エンジンとして解説されているため、本項ではED型、EF型、EJ型エンジンについても併せて解説する。

## 概要
EB型を始めとするダイハツ・E系列エンジンとは、トヨタグループのダイハツ工業によって設計された、小排気量の水冷直列3気筒ピストン内燃機関である。ガソリンエンジンシリーズは鋳鉄製シリンダーブロックと、アルミニウム合金製シリンダーヘッドを持ち、SOHCまたはDOHCのバルブトレインをタイミングベルトで駆動する設計である。
E系列エンジンは1985年（昭和60年）夏、EB型がそれまでの直列2気筒のAB型を置き換える形で、ダイハツ製軽自動車に採用されて登場した。EB型は1977年（昭和52年）のCB型に続いてダイハツが世に送り出した2番目の直列3気筒エンジンであり、原設計では1シリンダー辺り2バルブであったが、その後4バルブやターボチャージャー仕様も登場した。
EB型は非常に軽量で、原初のEB10型は変速機を含めても60–63 kg (132–139 lb)というものであった。

## 系譜
- AB型（1975年-1985年、ここまで水冷直列2気筒）→EB型（1985年-1990年、これより水冷直列3気筒）→EF型（1990年-現在、660cc）→KF型（2005年-現在）
- EB型（550cc）→ED型（1986年-現在、850ccにボアアップ）
- EF型（660cc）→EJ型（1998年-2004年、1,000ccにボアアップ）→KR型（2005年-現在）

## EB型 (550 cc)
EB型は排気量547 cc (0.55 L)で、日本の国内市場で流通する軽自動車のみに搭載される目的で、ダイハツ大阪工場で製造された。内径は62 mmで、行程は60.5 mm、点火順序は1—2—3。最高出力は32 PS (24 kW)から64 PS (47 kW)、後者は自動車馬力規制により許容される最大限度値である。ミラ/クオーレに搭載された最も初期のエンジンは出力測定法がネット値ではなく、グロス値であった。これによってその後数年の僅かな定格出力値の変化が説明される。通常、ダイハツの輸出モデルはこのエンジンより大排気量のED型またはダイハツ・CB型エンジンに代表されるダイハツ・C系列エンジンが搭載される為、このエンジンの輸出は余り行われていない。
EB型はSOHCバルブトレインと1シリンダー辺り2バルブ仕様のみが設定され、ダイハツは軽自動車へのマルチバルブ技術の投入が他社と比較して遅れていた。しかし、EB型にはIHI製ターボチャージャーとインタークーラーが装着され、キャブレター仕様の後に燃料噴射装置も追加された。EB型は2バルブ仕様の軽自動車用エンジンで唯一64馬力に到達したエンジンでもあった。ハイゼットピックアップ向けに開発されたスーパーチャージャー仕様は、カーエアコンの使用で低下したトルクや重負荷時の出力を補う目的で設定された。イタリアのイノチェンティ・ミニも660 ccのEF型に切り換えられるまではEB型の省燃費版が使用された。

### 搭載車種
- ダイハツ・ミラ/クオーレ (L70/71)
- ダイハツ・リーザ (L100)
- ダイハツ・ハイゼット/アトレー (S80/81)
- 1987-1990 イノチェンティ・ミニ 500 L/LS

### 主要諸元
|                           |                | 最大出力 (JIS ネット値) | 最大出力 (JIS ネット値) | 最大出力 (JIS ネット値) | 最大トルク | 最大トルク | 最大トルク | 最大トルク | 圧縮比 | 燃料供給装置 | 搭載車種                                                                                        | Notes                                 |
| PS                        | kW             | rpm                     | kgm                     | Nm                      | lbft       | rpm        |            |            | 圧縮比 | 燃料供給装置 | 搭載車種                                                                                        | Notes                                 |
| ------------------------- | -------------- | ----------------------- | ----------------------- | ----------------------- | ---------- | ---------- | ---------- | ---------- | ------ | ------------ | ----------------------------------------------------------------------------------------------- | ------------------------------------- |
| 自然吸気(NA)              | EB10 EB40 EB45 | 32                      | 24                      | 6,000                   | 4.4        | 43         | 32         | 3,500      | 10.0   | キャブレター | ミラ(EB10) クオーレ(EB40/45) リーザ(EB40) リーザバン(EB10)                                      | 34 PS (グロス値)                      |
| 自然吸気(NA)              | EB60           | 30                      | 22                      | 5,500                   | 4.5        | 44         | 33         | 3,500      | 10.0   | キャブレター | ハイゼット / アトレー(86.05-90.03)                                                              |                                       |
| 自然吸気(NA)              | EB-??          | 31                      | 23                      | 6,400                   | 4.3        | 42         | 31         | 3,000      | 10.0   | キャブレター | イノチェンティ・ミニ 500 L/LS                                                                   | 触媒無し、出力表記はECE準拠。         |
| ターボ                    | EB20 EB50      | 50                      | 37                      | 6,500                   | 7.0        | 69         | 51         | 4,000      | 8.3    | キャブ、IC   | ミラ TR(EB20、1985.08-90.02) クオーレ CR(EB50、1985.08-90.02) リーザ TR-ZZ(EB20、1989.01-90.07) | 52 PS (グロス値) IHI製RHB51型タービン |
| ターボ                    | EB21           | 50                      | 37                      | 6,000                   | 7.0        | 69         | 51         | 3,500      | 8.3    | キャブ、IC   | リーザバン(1986.11-90.07)                                                                       |                                       |
| ターボ                    | EB70           | 46                      | 34                      | 6,000                   | 6.5        | 64         | 47         | 3,500      | 8.6    | キャブ、IC   | アトレー(1986.05-88.10)                                                                         | IHI製RHB51型タービン                  |
| ターボ                    | EB71           | 52                      | 38                      | 6,000                   | 7.2        | 71         | 52         | 4,000      | 8.6    | キャブ、IC   | アトレー(1988.10-90.03)                                                                         |                                       |
| ターボ                    | EB25           | 58                      | 43                      | 6,500                   | 7.4        | 73         | 54         | 4,000      |        | EFI、IC      | ミラ TR-XX EFI(87.10-88.10)                                                                     | IHI製RHB31AW型タービン                |
| ターボ                    | EB26           | 64                      | 47                      | 6,500                   | 7.7        | 76         | 56         | 4,000      | 8.0    | EFI、IC      | ミラ TR-XX EFI(88.10-90.02) リーザ TR-ZZ EFI(89.01-90.08)                                       | IHI製RHB31AW型タービン                |
| スーパーチャージャー (SC) | EB80           | 44                      | 32                      | 6,000                   | 6.0        | 59         | 43         | 3,500      |        | キャブレター | ハイゼットピックアップ (87.05-90.02)                                                            |                                       |

## ED型 (850 / 800 cc)
ED型は排気量847 cc (0.85 L)で、輸出仕様のミラ/クオーレに搭載する目的で製造された。内径66.6 mm、行程81 mm。ED型は当初は日本で製造されていたが、その後マレーシアのプロドゥアに生産が引き継がれ、長い開発と改良を受ける事となる。現在でもDOHC・EFIが導入されたED-DE型及びDVVT可変バルブ機構搭載の最新型エンジンであるED-VE型が、産業用エンジンとしては要求仕様によりプロパンガス仕様へ変更可能な26kW出力のエンジンが製造されている。またED型には短期間、スイス市場向けの特別仕様が存在した。これはスイスの地方行政区画であるカントンの幾つかに、800cc以下の車両を優遇する税制が存在した為である。このエンジンはED10Aと呼ばれ、796 ccの排気量を得る為に2mm狭い内径(64.6 x 81 mm)を使用した。

### 搭載車種
- 1986.10–1990.05 ダイハツ・クオーレ/ドミノ/ハンディ(L80)
- 1994–2009 プロドゥア・カンチル
- 1997–2014 プロドゥア・ビバ

### 主要諸元
|       |          | 最大出力 | 最大出力 | 最大出力 | 最大トルク | 最大トルク | 最大トルク | 工業規格 | 圧縮比 | 燃料供給装置            | 触媒 | 搭載車種                    | 備考               |
| PS    | kW       | rpm      | Nm       | lbft     | rpm        |            |            | 工業規格 | 圧縮比 | 燃料供給装置            | 触媒 | 搭載車種                    | 備考               |
| ----- | -------- | -------- | -------- | -------- | ---------- | ---------- | ---------- | -------- | ------ | ----------------------- | ---- | --------------------------- | ------------------ |
| ED10  | 6V SOHC  | 44       | 32       | 5,500    | 67         | 49         | 3,200      | DIN      | 9.5    | キャブレター            | –    | クオーレ/ドミノ/ハンディ    |                    |
| ED10  | 6V SOHC  | 40       | 29       | 5,600    | 63         | 46         | 3,250      | DIN      | 9.5    | キャブレター            | ●    | クオーレ/ドミノ/ハンディ    |                    |
| ED10  | 6V SOHC  | 37       | 27       | 5,500    | 62.7       | 46         | 3,800      | DIN      | 9.5    | キャブレター            | ●    | プロドゥア・カンチル 850EX  |                    |
| ED-?? | 6V SOHC  | 35.5     | 26       | 4,800    | 65         | 48         | 2,800      | –        | –      | キャブ又は ガスミキサー | –    | 産業用エンジン              | 傾斜配置           |
| ED10A | 6V SOHC  | 41       | 30       | 5,500    | 62         | 46         | 3,200      | DIN      | 9.0    | キャブレター            | –    | クオーレ(87.09-90.05)       | 796 cc、スイスのみ |
| ED-DE | 12V DOHC | 50       | 37       | 5,200    | 74.4       | 55         | 4,000      | DIN      | 10.0   | EFI                     | ●    | プロドゥア・カンチル 850EZi |                    |
| ED-VE | 12V DOHC | 39       | 29       | 6,000    | 76         | 56         | 4,000      | DIN      | 10.0   | EFI、DVVT               | ●    | プロドゥア・ビバ            |                    |

## EF型 (660 cc)
EF型は、1990年に軽規格が改正された際にEB型を更新する目的で開発された659 cc (0.66 L)のエンジンである。最初に搭載されたのは1990年3月にフェイスリフトを受けたミラである。
内径はEB型の62 mmから68 mmに拡大され、行程は60.5 mmに設定された。EF型は長期間の製造の中で無数のバリエーションが開発され、多くのダイハツ車に搭載された。ダイハツ車向けとしては2007年11月に製造を終了し、その間にKF型エンジンに完全に取って代わられる事となった。EF型はそれまでのEB型と殆ど同じ位軽量で、2004年のEF-SE型で68 kg (150 lb)であり、近代的な排ガス対策機器と燃料噴射装置を搭載していた。2016年6月現在では産業用のEF-SE/VE各型4機種の製造が継続されている。

## EJ型 (1,000 cc)
1998年2月に登場。水冷直列3気筒DOHC12バルブ、内径72.0mm×行程81.0mm、総排気量989cc。2011年にプロドゥア・マイヴィがモデルチェンジした事で自動車用としての製造は終了しているが、産業用エンジンとしてEJ-VE型直立配置エンジンの生産が継続されている。